# بلدية إرميرا
بلدية إرميرا (بالبرتغالية: Ermera‏) هي بلدية في تيمور الشرقية، بلغ عدد سكانها 125,702 نسمة وذلك حسب إحصائيات سنة 2015، عاصمتها غلينو، تبلغ مساحتها 756.5 كيلومتر مربع.

## التقسيم الإداري
تنقسم البلدية لـ 6 مراكز تنقسم بدورها لـ 52 سوكو («قرية»).
| المركز الإداري | المركز        | المساحة   | السكان (إحصاء 2015) | التقسيمات الإدارية (قرى) |
| -------------- | ------------- | --------- | ------------------- | ------------------------ |
| أتساب          | لاكو          | 164.4 كم² | 18.563 نسمة         | 12                       |
| إرميرا بوست    | ريهيو         | 91.5 كم²  | 36105 نسمة          | 10                       |
| هاتولينا       | فيلا هاتولينا | 275.1 كم² | 36778 نسمة          | 8                        |
| هاتولينا بوست  |               | 79.08 كم² |                     | 4                        |
| ليتيفوهو       | هاوذو         | 133.3 كم² | 22128 نسمة          | 8                        |
| ريلاكو         | ليهو          | 92.2 كم²  | 12128 نسمة          | 9                        |

## الموقع
تشترك في الحدود مع:
- مقاطعة ليكويتشيا  [لغات أخرى]‏
- بلدية إينارو  [لغات أخرى]‏
- بلدية ايلو  [لغات أخرى]‏
- بلدية ديلي
- بلدية بوبونارو  [لغات أخرى]‏